# MKS Lublin
Ne doit pas être confondu avec MKS Zagłębie Lubin (handball).
Dernière mise à jour : 3 octobre 2024.
Le MKS Lublin est un club féminin de handball basé à Lublin en Pologne.

## Palmarès
compétitions internationales
- vainqueur de la Coupe de l'EHF (C3) en 2001
- vainqueur de la coupe Challenge (C4) en 2018

compétitions nationales
- Championnat de Pologne
  - Vainqueur (22) en 1995, 1996, 1997, 1998, 1999, 2000, 2001, 2002, 2003, 2005, 2006, 2007, 2008, 2009, 2010, 2013, 2014, 2015, 2016, 2018, 2019, 2020
  - Deuxième (4) : 2004, 2011, 2022, 2023
  - Troisième : (3) : 2012, 2021, 2024
- Coupe de Pologne
  - Vainqueur (11) : 1996, 1997, 1998, 2000, 2001, 2002, 2006, 2007, 2010, 2012, 2018
  - Finaliste (3) : 2008, 2013, 2021

## Personnalités liées au club
- Kinga Achruk : joueuse de 2017 à 2024
- Ivana Božović : joueuse 2016 à 2017
- Marta Gęga : joueuse de 2013 à 2022
- Robert Lis : entraîneur de 2017 à 2020
- Jéssica Quintino : joueuse de 2014 à 2016
- Szimonetta Planéta : joueuse depuis 2024
- Alina Wojtas : joueuse 2009 à 2014